# Wernsbach (Neuendettelsau)

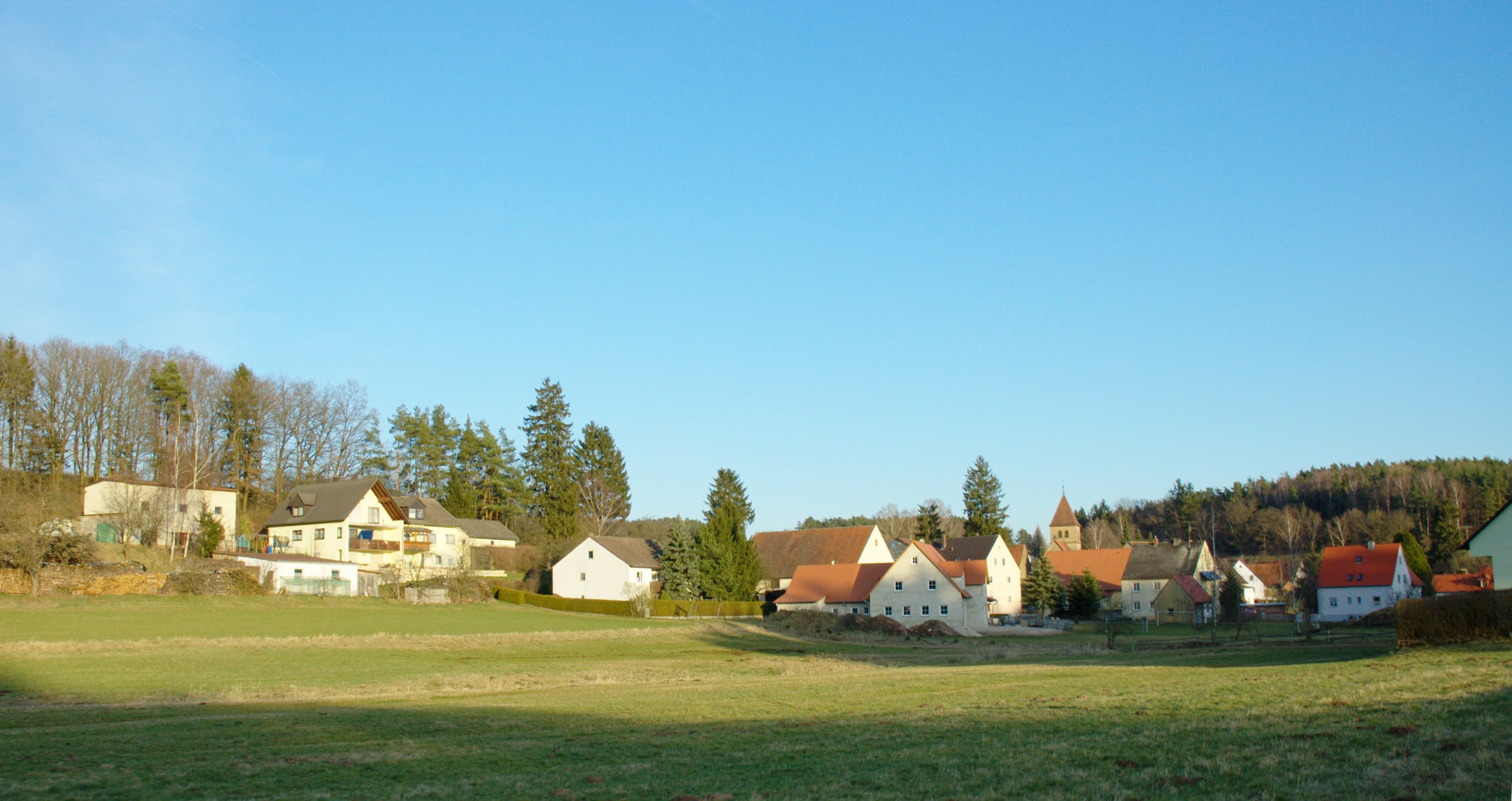
Ortsansicht

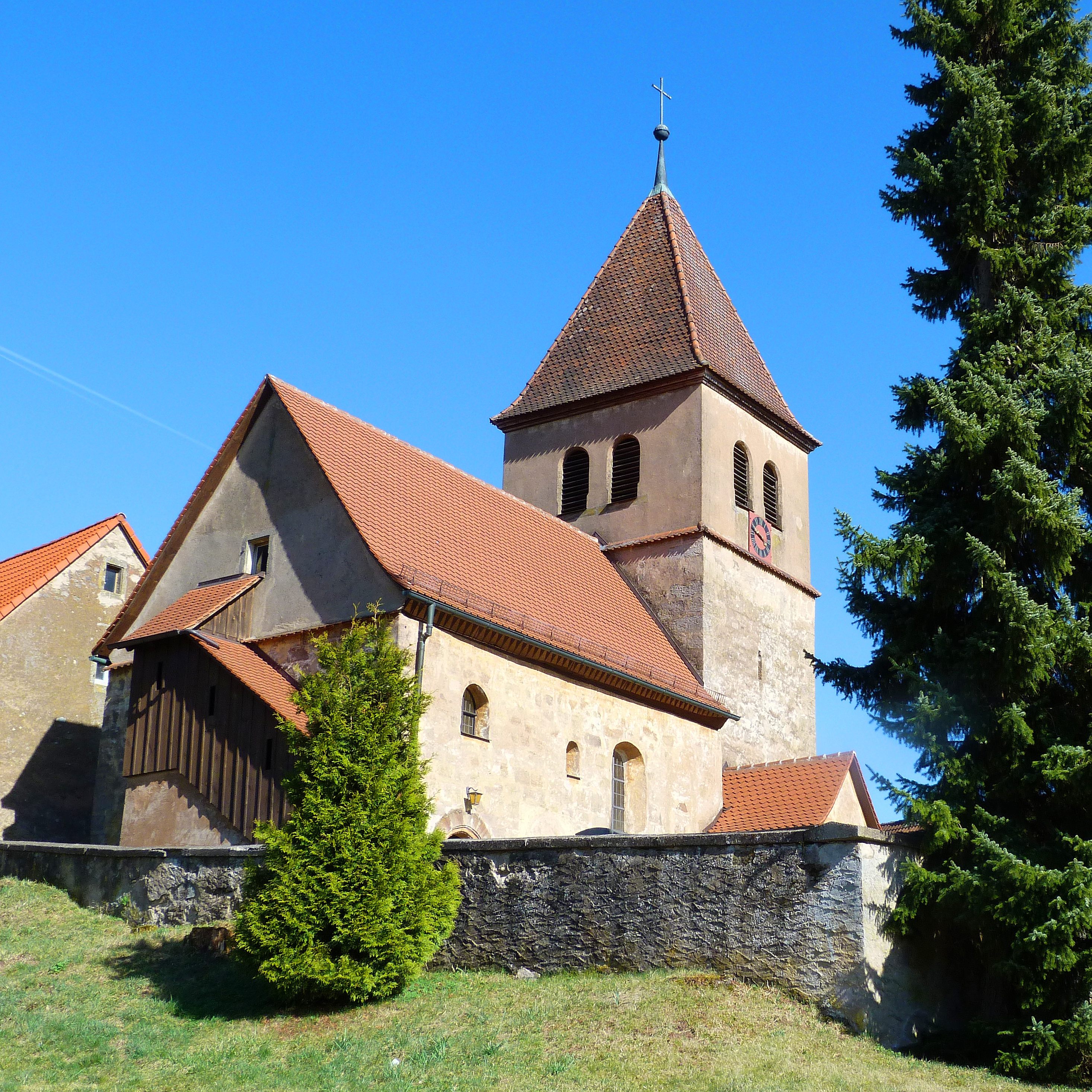
Kirche St. Laurentius

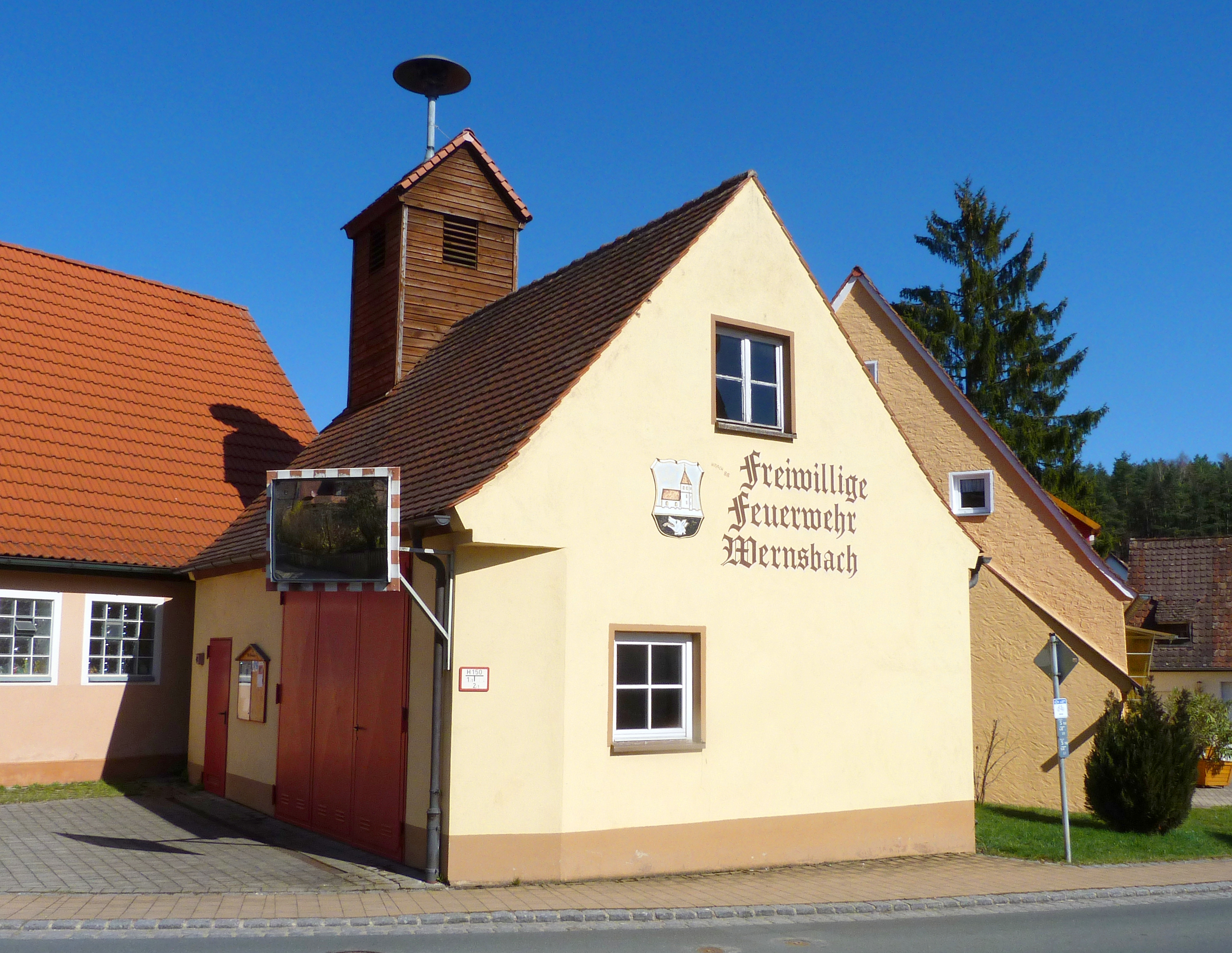
Feuerwehrhaus

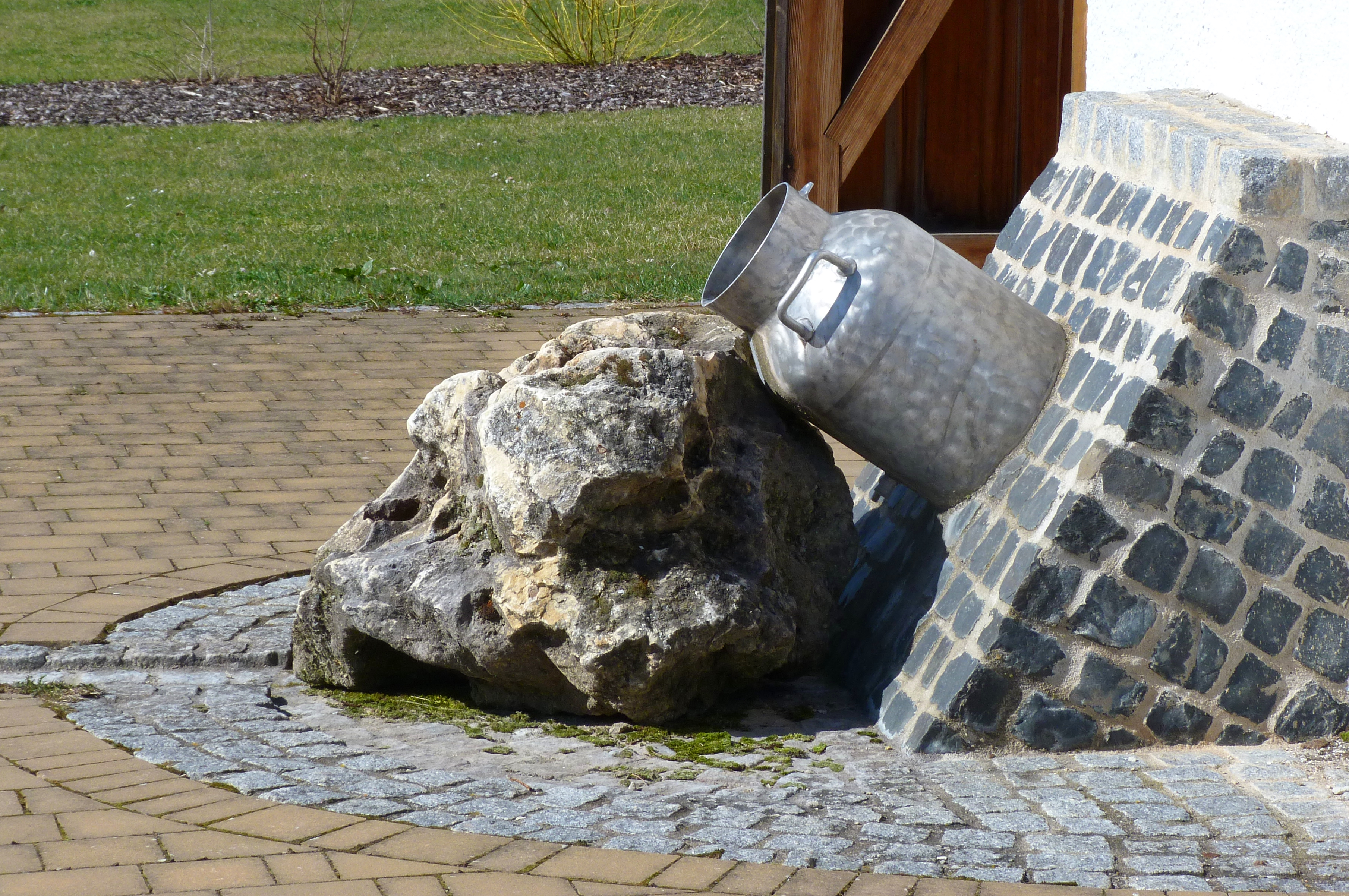
Origineller Brunnen

Wernsbach (fränkisch: Wernschba) ist ein Gemeindeteil der Gemeinde Neuendettelsau im Landkreis Ansbach (Mittelfranken, Bayern). Die Gemarkung Wernsbach liegt teils auf dem Gemeindegebiet von Neuendettelsau, teils auf dem Gemeindegebiet von Windsbach. Sie hat eine Fläche von 7,007 km² und ist in 1114 Flurstücke aufgeteilt, die eine durchschnittliche Flurstücksfläche von 6289,61 m² haben. In ihr liegen neben dem namensgebenden Ort die Gemeindeteile Neuses und Wernsmühle.

## Geografie
Durch das Kirchdorf fließt der Wernsbach, der in Windsbach als linker Zufluss in die Fränkische Rezat mündet. Östlich befinden sich die Fluren Breiten und Viehweide, nördlich liegt die Erhebung Geißberg (435 m ü. NHN), im Süden der Klingenbuck. Im Westen schließt sich das Waldgebiet Luderhölzer an, im Nordwesten das Waldgebiet Kessel. Eine Gemeindeverbindungsstraße führt nach Neuendettelsau (2 km nordwestlich) bzw. nach Wernsmühle (1,3 km südöstlich), weitere Gemeindeverbindungsstraßen verlaufen nach Reuth zur Kreisstraße AN 19 (2,1 km nördlich), nach Bechhofen (1,2 km westlich) und zur Staatsstraße 2223 bei Neuses (1 km südlich).

## Geschichte
Das Grundwort des Ortsnamens „-bach“ und die alamannischen Flurnamen „Brühl“ und „Breiten“ können als Hinweis darauf gelten, dass der Ort eine frühe Siedlung des 9. Jahrhunderts ist. Einen ersten eindeutig zuordenbaren Beleg gibt es jedoch erst 1348 als „Wernherspach“ mit der Bedeutung Siedlung, die an Wernhers Bach gelegen ist.
Vermutlich seit dem 13. Jahrhundert gibt es im Ort die St. Laurentiuskirche. Das Patronatrecht übte zunächst das Spalter Chorherrenstift St. Nikolaus aus, dem wohl im Jahr 1295 Konrad II., der Fromme von Nürnberg, unter anderem auch diese Kirche geschenkt hatte. Das Chorherrenstift hatte in Wernsbach auch eine abgabenpflichtige Untertansfamilie, wie aus den Salbüchern des Stifts von 1380, 1460 und 1549 hervorgeht.
Im Jahr 1434 erwarb das Kloster Heilsbronn eine Wiese und in der Folgezeit noch drei Höfe.
Der Hauptmannschaft Hergersbach der Reichsstadt Nürnberg unterstanden 1529 zwei Untertansfamilien.
Im 16-Punkte-Bericht des Oberamts Windsbach aus dem Jahr 1608 wurden für Wernsbach 14 Mannschaften verzeichnet: 1 Anwesen unterstand dem Hofkastenamt Ansbach, 3 Anwesen dem Klosterverwalteramt Heilsbronn, 2 Anwesen dem Kastenamt Spalt, 1 Anwesen dem Kastenamt Abenberg, 5 Anwesen der Reichsstadt Nürnberg und 2 Anwesen dem Rittergut Neuendettelsau. Außerdem gab es ein Gemeindehirtenhaus. Das Hochgericht übte das brandenburg-ansbachische Kasten- und Stadtvogteiamt Windsbach aus. Im 16-Punkte-Bericht des Klosteramts Heilsbronn von 1608 wurden die drei Heilsbronner Anwesen als 3 Höfe qualifiziert. Im Dreißigjährigen Krieg verödeten zwei von den drei Heilsbronner Höfen. Die Angaben im Salbuch des Fürstentums Ansbach von 1684 sind für Wernsbach fast identisch. Die 2 Anwesen, die dem Rittergut Neuendettelsau unterstanden, hatten nun das Kastenamt Windsbach als Grundherrn.
In der Amtsbeschreibung des Pflegamtes Lichtenau aus dem Jahr 1748 wurden für den Ort 16 Untertansfamilien angegeben, wovon 5 der Hauptmannschaft Immeldorf des Pflegamts unterstanden und 11 Fremdherren.
Gegen Ende des 18. Jahrhunderts gab es in Wernsbach 15 Anwesen und ein Gemeindehirtenhaus. Das Hochgericht und die Dorf- und Gemeindeherrschaft übte das Kasten- und Stadtvogteiamt Windsbach aus. Grundherren waren das Fürstentum Ansbach (7 Anwesen; Kastenamt Windsbach: 2 Güter, 1 Gütlein, 1 Wirtshaus; Klosterverwalteramt Heilsbronn: 1 Hof, 1 Drittelhof, Hofkastenamt Ansbach: 1 Gütlein), die Reichsstadt Nürnberg (5 Anwesen; Siechkobelstiftung St. Jobst: 1 Halbhof, 2 Güter; Siechkobelstiftung St. Johannis: 1 Hof; Landesalmosenamt: 1 Halbhof) und der Hochstift Eichstätt (Kastenamt Spalt: 1 Halbhof; Kastenamt Abenberg: 1 Hof, 1 Gut). Von 1797 bis 1808 unterstand der Ort dem Justiz- und Kammeramt Windsbach. Es gab 16 Untertansfamilien.
1806 kam Wernsbach an das Königreich Bayern. Im Rahmen des Gemeindeedikts wurde Wernsbach dem 1808 gebildeten Steuerdistrikt Immeldorf und der 1810 gegründeten Ruralgemeinde Immeldorf zugeordnet. Mit dem Zweiten Gemeindeedikt (1818) entstand die Ruralgemeinde Wernsbach, zu der Neuses gehörte. Sie war in Verwaltung und Gerichtsbarkeit dem Landgericht Heilsbronn zugeordnet und in der Finanzverwaltung dem Rentamt Windsbach. Von 1862 bis 1879 gehörte Wernsbach zum Bezirksamt Heilsbronn, seit 1880 zum Bezirksamt Ansbach (1939 in Landkreis Ansbach umbenannt). In der Finanzverwaltung war das Rentamt Heilsbronn zuständig (1919 in Finanzamt Heilsbronn umbenannt), seit 1929 ist es das Finanzamt Ansbach. Die Gerichtsbarkeit blieb beim Landgericht Heilsbronn (1879 in Amtsgericht Heilsbronn umbenannt), seit 1956 ist das Amtsgericht Ansbach zuständig.
1952 wurde der Gemeindename von „Wernsbach“ nach „Wernsbach bei Windsbach“ geändert. Zwischen 1954 und 1958 hat die Umgemeindung der Wernsmühle von Windsbach nach Wernsbach stattgefunden. 1955 wurden Sandbuck und Holzgarten am Stadtrand von Windsbach samt einigen Häusern der Wernsmühle nach Windsbach umgemeindet. Für die entgangene Gewerbesteuer erhielt die Gemeinde jährlich 3500 DM als Ausgleich. Insgesamt kam es zu einem Gebietszuwachs von 6,923 auf 6,998 km².
Am 1. Januar 1972 wurde Wernsbach im Zuge der Gebietsreform nach Neuendettelsau eingemeindet, Neuses und der Rest der Wernsmühle nach Windsbach.
Bis zum 24. September 1989 hatte der Ort eine Haltestelle an der Bahnstrecke Wicklesgreuth–Windsbach.

### Historische Ortskarte

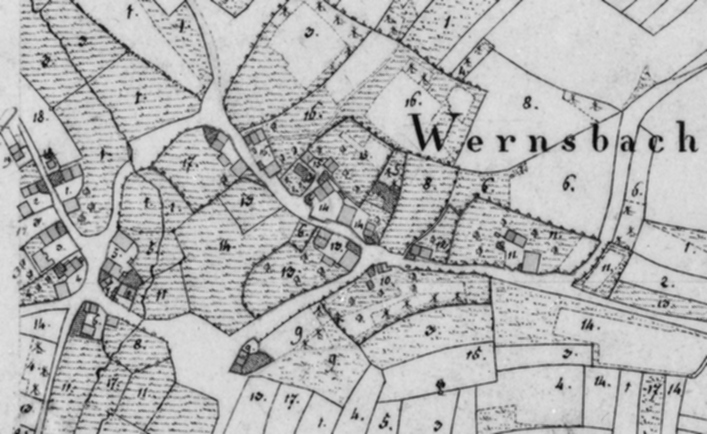
Ortsplan 1826

### Bau- und Bodendenkmäler
- St. Laurentius: Chorturmkirche aus dem 13. bis 15. Jahrhundert. Die Ummauerung des Friedhofs ist wohl mittelalterlich.[29]
- Südlich von Wernsbach gibt es Funde aus dem Meso- und Neolithikum, die auf eine Besiedlung hinweisen.[30]

### Einwohnerentwicklung
Hinweis: Die untenstehenden Tabellen erscheinen in der Druckversion nicht vollständig. Sie müssen in Querformat separat ausgedruckt werden (→ Einwohnerentwicklung).
Gemeinde Wernsbach
| Jahr      | 1818   | 1840   | 1852   | 1855   | 1861   | 1867   | 1871   | 1875   | 1880   | 1885   | 1890   | 1895   | 1900   | 1905   | 1910   | 1919   | 1925   | 1933   | 1939   | 1946   | 1950   | 1952   | 1961   | 1970   |
| Einwohner | 172    | 202    | 238    | 241    | 234    | 225    | 211    | 204    | 207    | 226    | 226    | 227    | 237    | 238    | 251    | 249    | 235    | 219    | 204    | 316    | 337    | 405    | 343    | 372    |
| Häuser    | 34     | 41     |        |        |        |        | 43     |        |        | 44     | 43     |        | 45     |        |        |        | 43     |        |        |        | 54     |        | 70     |        |
| Quelle    | [ 32 ] | [ 33 ] | [ 34 ] | [ 34 ] | [ 35 ] | [ 36 ] | [ 37 ] | [ 38 ] | [ 39 ] | [ 40 ] | [ 41 ] | [ 42 ] | [ 43 ] | [ 42 ] | [ 44 ] | [ 42 ] | [ 45 ] | [ 42 ] | [ 42 ] | [ 42 ] | [ 25 ] | [ 42 ] | [ 26 ] | [ 46 ] |

Ort Wernsbach
| Jahr      | 001818 | 001836 | 001840 | 001861 | 001871 | 001885 | 001900 | 001925 | 001950 | 001961 | 001970 | 001987 | 002007 | 002013 |
| Einwohner | 82     | 104    | 108    | 118    | 106    | 114    | 121    | 118    | 131    | 108    | 134    | 106    | 128    | 116    |
| Häuser    | 18     | 20     | 23     |        |        | 22     | 23     | 22     | 23     | 25     |        | 31     |        |        |
| Quelle    | [ 32 ] | [ 47 ] | [ 33 ] | [ 35 ] | [ 37 ] | [ 40 ] | [ 43 ] | [ 45 ] | [ 25 ] | [ 26 ] | [ 46 ] | [ 48 ] | [ 49 ] | [ 1 ]  |

## Politik

### Gemeindevorsteher
| Name                    | Herkunft  | Amtszeit  |
| ----------------------- | --------- | --------- |
| Georg Geyer             | Neuses    | 1830–1839 |
| Konrad Scheuerlein      | Wernsbach | 1839–1856 |
| Georg Grillenberger Sr. | Neuses    | 1856–1867 |
| Johann Seibold Sr.      | Wernsbach | 1867–1869 |
| Johann Seibold Jr.      | Wernsbach | 1870–1882 |
| Johann Bühler           | Wernsbach | 1882–1888 |
| Johann Seibold Jr.      | Wernsbach | 1888–1894 |
| Georg Grillenberger Jr. | Neuses    | 1894–1906 |
| Michael Steinmetz       | Wernsbach | 1906–1919 |
| Johann Böhmländer       | Neuses    | 1919–1933 |
| Johann Bühler           | Wernsbach | 1933–1946 |
| Johann Böhmländer       | Neuses    | 1946–1949 |
| Konrad Scheuerlein      | Wernsbach | 1949–1962 |
| Georg Schwab            | Neuses    | 1962–1971 |

### Wappen
Erst seit den 1960er Jahren führte die Gemeinde ein Wappen. Die Wappenbeschreibung lautet: Geteilt von Blau und Gelb; oben die Laurentiuskirche von Wernsbach, unten der Kopf des Neusener Wolfes.

## Religion
Seit der Reformation ist der Ort evangelisch-lutherisch geprägt. Die Einwohner evangelisch-lutherischer Konfession gehören zur Kirchengemeinde St. Laurentius (Wernsbach), die eine Filiale von St. Nikolai (Neuendettelsau) ist. Die Einwohner römisch-katholischer Konfession sind nach St. Franziskus (Neuendettelsau) gepfarrt.